# Şirvan
Şirvan (russisch Ширван Schirwan) ist eine Stadt mit dem Status eines Rayons in Aserbaidschan. In der Stadt leben 87.900 Einwohner (Stand: 2021). 2014 betrug die Einwohnerzahl etwa 77.000. Bis 2008 hieß die Stadt Əli Bayramlı.

## Geografie
Die Stadt liegt südwestlich der aserischen Hauptstadt Baku am linken Ufer des Flusses Kür (Kura) in der Ebene von Şirvan (Schirwansteppe) bzw. der gleichnamigen historischen Region Schirwan. Der Bezirk der Stadt, zu dem auch die Gemeinde Hacıqəhrəmanlı mit 2600 Einwohnern gehört, hat eine Fläche von 30 km².

## Verkehr
Şirvan liegt an der Schnellstraße M6, die in südwestlicher Richtung nahe der Grenze zum Nachbarstaat Iran verläuft. Des Weiteren verläuft nahe der Stadt die Europastraße 60, die von Brest in Frankreich bis Irkeschtam in Kirgisistan verläuft und dabei den Nordwesten Aserbaidschans nahe der Grenze zu Georgien mit dem Osten Aserbaidschans am Kaspischen Meer verbindet.

## Geschichte
Die Ortschaft an Stelle der heutigen Stadt hieß ursprünglich Karatschuchar. Im 19. Jahrhundert gründeten russische Umsiedler in der Nähe eine Siedlung mit dem russischen Namen Subowka (russisch Зубовка); dies wurde in Folge offizielle Bezeichnung.
Im Zusammenhang mit dem Bau der in der Nähe vorbeiführenden Eisenbahnstrecke von Ələt bei Baku nach Culfa ab den 1920er-Jahren (der Ort wurde 1924 erreicht) wuchs die Bedeutung von Subowka. 1938 wurde es Siedlung städtischen Typs und erhielt zu Ehren des kommunistischen Revolutionärs Əli Bayramov (1889–1920) den Namen Əli Bayramlı (russisch und bis 1991 offiziell Али-Байрамлы/Ali-Bairamly). 1941 wurde die Erdölförderung in dem Gebiet aufgenommen. 1954 wurde der Siedlung das Stadtrecht verliehen. Im Zusammenhang mit dem Bau eines mit Erdöl betriebenen Wärmekraftwerks – des ersten seiner Art in der Sowjetunion – von 1958 bis 1968 wurde Əli Bayramlı zu einer bedeutenden Industriestadt.
Am 25. April 2008 wurde die Stadt nach ihrer Lage in der historischen Region Schirwan in Şirvan umbenannt.

### Bevölkerungsentwicklung

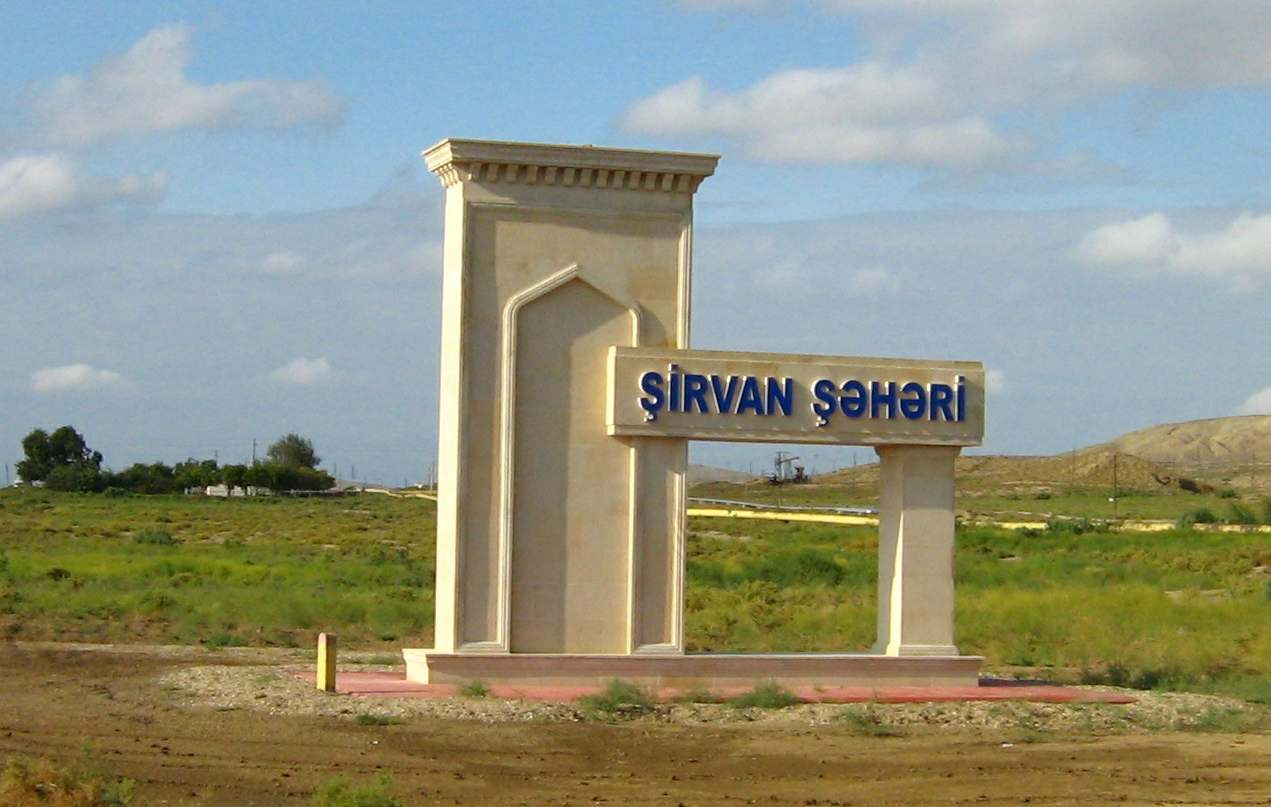
Einfahrt nach Şirvan aus Richtung Salyan. Im Hintergrund eine Erdöltiefpumpe

| Jahr | Einwohner |
| ---- | --------- |
| 1939 | 3.066     |
| 1959 | 13.427    |
| 1970 | 33.828    |
| 1979 | 41.583    |
| 1989 | 58.253    |
| 2009 | 72.346    |
| 2014 | 77.000    |
| 2021 | 87.900    |

## Wirtschaft und Infrastruktur
Şirvan ist Zentrum der Erdölförderung im Schirwangebiet, betrieben durch Shirvanneft. In der Stadt gibt es 39 Industrieunternehmen, darunter das Wärmekraftwerk, Betriebe der Erdöl- und Erdgaswirtschaft sowie der Leicht- und Nahrungsmittelindustrie.
Şirvan liegt an der 1941 durchgehend in Betrieb gegangenen Bahnstrecke Ələt–Culfa, die bis Anfang der 1990er Jahre Baku mit Nachitschewan sowie Russland, Aserbaidschan und Teile Armeniens auf der Schiene mit dem Iran verband. Infolge des Karabachkonfliktes ist sie heute westlich von Horadiz unterbrochen. Von dieser Strecke zweigt in Şirvan eine kurze Zweigstrecke nach Hacıqabul (früher Qazı Məmməd, russisch Kasi-Magommed, so hieß auch der Bahnhof) ab. Etappenweise wurden die Strecken um Şirvan zwischen 1971 und 1979 elektrifiziert.

## Städtepartnerschaften
Şirvan unterhält eine Partnerschaft mit der kasachischen Hafenstadt Atyrau am Kaspischen Meer.

## Persönlichkeiten
- Fəridə Məmmədova (1936–2021), Historikerin